# Edward Passendorfer

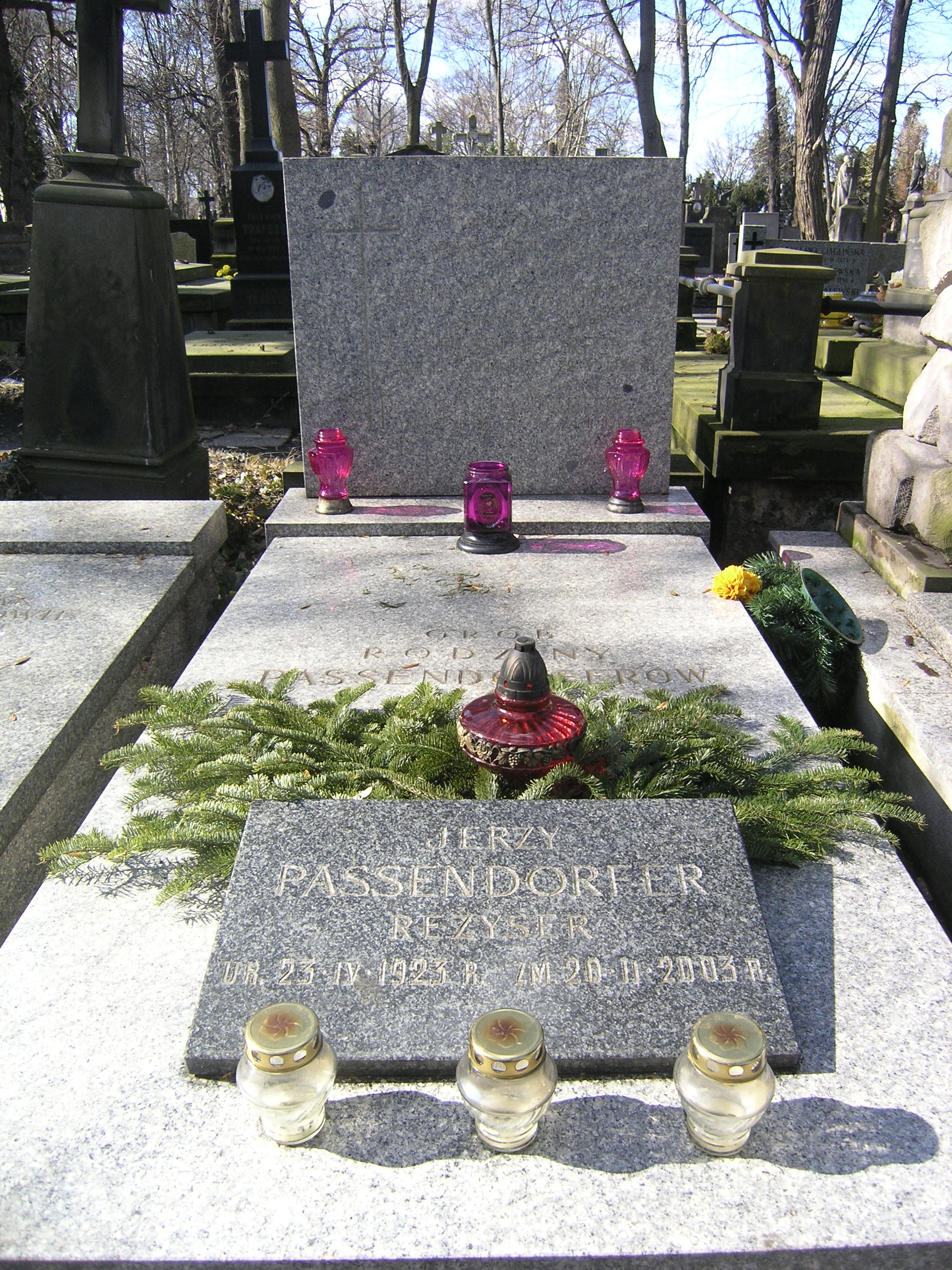
Grób rodziny Passendorferów, w tym Edwarda i Jerzego

Edward Władysław Passendorfer (ur. 13 stycznia 1894 w Wadowicach Górnych, zm. 10 sierpnia 1984 w Warszawie) – polski geolog, specjalizujący się w stratygrafii, tektonice i paleontologii.

## Życiorys
Urodził się jako najstarszy z pięciorga rodzeństwa w rodzinie Oskara, urzędnika pocztowego, i Bronisławy z Wachalów. Jego brat Władysław (1895–1952) był podpułkownikiem artylerii Wojska Polskiego i działaczem niepodległościowy, zaś bratanek Jerzy (1923–2003) reżyserem filmowym, twórcą m.in. serialu telewizyjnego Janosik. W 1912 ukończył (z odznaczeniem) c.k. Gimnazjum w Podgórzu, zdał maturę i podjął studia w zakresie geologii i paleontologii na Uniwersytecie Jagiellońskim. Studiował z przerwami do 1919, w którym uzyskał doktorat na podstawie rozprawy Szkic opracowania stratygraficznego kredy górnotatrzańskiej, wykonanej pod kierunkiem Władysława Szajnochy. Odbył też serię staży na uniwersytetach w Lozannie, Grenoble, Genewie i Paryżu, jego wykładowcami byli wówczas m.in. Maurice Lugeon, Wilfrid Kilian oraz Émile Haug.
Od 1919 do 1930 pracował w Państwowym Instytucie Geologicznym w Warszawie, równocześnie prowadząc zlecone wykłady na Uniwersytecie Jagiellońskim oraz ćwiczenia na Akademii Górniczo-Hutniczej. Monografia kredy wierchowej Tatr (praca doktorska 1919) była przez pół wieku podstawowym źródłem wiedzy o utworach tego okresu w Tatrach. Monografia albu wierchowego Tatr (1929, rozprawa habilitacyjna) weszła do kanonu literatury stratygraficznej i stanowi klasyczną pozycję cytowaną na całym świecie. W 1925 prowadził badania paleontologiczne we Francji i Szwajcarii. W 1929 uzyskał veniam legendi na Uniwersytecie Jagiellońskim z geologii, które w następnym roku rozszerzył na paleontologię.
W 1930 uzyskał (na podstawie rozprawy Studium stratygraficzne i paleontologiczne nad kredą serii wierchowej w Tatrach) uprawnienia veniam legendi w zakresie paleontologii, w 1933 uzyskał ich rozszerzenie na geologię. W latach 1930–1934 pracował jako zastępca profesora paleontologii na Uniwersytecie Poznańskim. Od 1934 pracował jako nauczyciel w Seminarium Nauczycielskim w Mysłowicach i gimnazjum w Siemianowicach.
W 1936 otrzymał stanowisko profesora geologii na Wydziale Matematyczno-Przyrodniczym Uniwersytetu Stefana Batorego w Wilnie. Kierował Katedrą Geologii do 1939.
W czasie II wojny światowej pozostał w Wilnie, do 1944 pracował w Urzędzie Geologicznym, potem organizował Instytut Geologii. Brał udział w tajnym nauczaniu na poziomie gimnazjalnym i współpracował z AK.
Po wojnie trafił do Torunia, gdzie był jednym z organizatorów Wydziału Matematyczno-Przyrodniczego na Uniwersytecie Mikołaja Kopernika. Był prodziekanem tego wydziału w latach 1945–1947 oraz dziekanem od 1947 do 1948. W latach 1945–1952 kierował Katedrą Geologii, a przez krótki okres także paleontologii.
18 sierpnia 1951 prezydium rządu PRL wydało uchwalę o utworzeniu Wydziału Geologii na Uniwersytecie Warszawskim. Efektem tej decyzji było przeniesienie Edwarda Passendorfera wraz z współpracownikami do Warszawy, gdzie został dziekanem nowo utworzonej jednostki. Funkcję dziekana pełnił do 1954, a kierownika Katedry Geologii do 1964. Pracował także w Zakładzie Nauk Geologicznych PAN, gdzie kierował Pracownią Paleozoiku i Mezozoiku (1959–1963) oraz Pracownią Stratygrafii (1963–1972).
Znaczna część badań prowadzonych przez Edwarda Passendorfera dotyczyła mezozoiku Tatr. Był działaczem Polskiego Towarzystwa Tatrzańskiego i PTTK, współzałożycielem Koła Pomorskiego Klubu Wysokogórskiego PTTK w Toruniu. Działacz, a w latach 1968–1971 wiceprezes Polskiego Towarzystwa Geologicznego. W 1960 został członkiem korespondentem, a w 1976 członkiem rzeczywistym PAN. Godność członka honorowego nadały mu Polskie Towarzystwo Geologiczne (1972) oraz Polskie Towarzystwo Przyrodników im. Kopernika.
Zmarł w Warszawie, pochowany na cmentarzu Powązkowskim (kwatera N-3-15).

## Wybrane publikacje
- Jak powstały Tatry (1934, Książnica-Atlas, Lwów – Warszawa),
- Jak powstał Bałtyk (1947, Nakład Księgarni Naukowej, Toruń),
- Z przeszłości geologicznej Pomorza (1949, Księgarnia Naukowa T. Szczęsny, Toruń),
- O wieku ziemi (1949, Księgarnia Naukowa T. Szczęsny, Toruń),
- O budowie i ruchach skorupy ziemskiej (1954, Wydawnictwa Geologiczne, Warszawa),
- Wstęp do nauk geologicznych (1956, Wydawnictwa Geologiczne, Warszawa),
- Epoka lodowa w Polsce (1959),
- Przewodnik geologiczny po Kujawach i Pomorzu (1961, wspólnie z Andrzejem Wilczyńskim),
- Na skalnej drodze (1966, Wydawnictwa Geologiczne, Warszawa),
- Zarys nauk geologicznych (1968, redakcja, Wydawnictwa Geologiczne, Warszawa).

## Ordery i odznaczenia
- Krzyż Komandorski z Gwiazdą Orderu Odrodzenia Polski[1]
- Krzyż Kawalerski Orderu Odrodzenia Polski (28 września 1954)[4]
- Medal 10-lecia Polski Ludowej (19 stycznia 1955)[5]
- Odznaka tytułu honorowego „Zasłużony Nauczyciel PRL”[1]

## Nagrody
- Nagroda Państwowa III stopnia za długotrwałą działalność popularyzatorską w dziedzinie geologii (1955)[6]

## Upamiętnienie
Na jego cześć nazwano taksony amonitów jurajskich: rodzaj (lub podrodzaj, w zależności od ujęcia) Passendorferia oraz gatunek Pseudovirgatites passendorferi.